# Dürrenhorn
El Dürrenhorn o Dirruhorn és una muntanya de 4.035 metres que es troba a la regió del Valais a Suïssa. La primera ascensió es va fer el 7 de setembre de 1879 per Albert F. Mummery i William Penhall acompanyats pels guies Alexander Burgener i Ferdinand Imseng.